# Montrol-Sénard
Montrol-Sénard è un comune francese di 248 abitanti situato nel dipartimento dell'Alta Vienne nella regione della Nuova Aquitania.

## Società

### Evoluzione demografica
Abitanti censiti